# Старокостянтинівський заказник
Старокостянти́нівський зака́зник — гідрологічний заказник місцевого значення в Україні. Розташований у межах Старокостянтинівського району Хмельницької області, на околиці міста Старокостянтинів. 
Площа 674 га. Статус надано 1995 року. На даний землях водного фонду займається рибництвом (аквакультурою) ПАТ «Хмельницькрибгосп». Разом з тим, дані землі передано Хмельницькою обласною радою у користування як мисливські угіддя Хмельницькій обласній організації УТМР.  
Статус надано з метою збереження частини водно-болотного комплексу (акваторія і прибережні ділянки) річки Случ. 